# Ooh La La
«Ooh La La» — песня американской певицы Бритни Спирс, записанная как саундтрек к мультфильму Смурфики 2. Песня написана Bonnie McKee, J. Kash, Lola Blanc и Fransisca Hall и спродюсирована Dr. Luke, Cirkut, Ammo и Katy Perry. Композиция получила награду Radio Disney Music Awards 2014 - Best Song That Makes You Smile ("Лучшая песня, которая заставляет тебя улыбаться").

## Предыстория и запись
"Ooh La La" была написана Ammo, Fransisca Hall и Lola Blanc. Должна была стать дебютным синглом Blanc, поскольку это была пьеса на ее имя. Однако по просьбе продюсера Dr. Luke, была заключена сделка, в которой Спирс разрешили записать трек. Он сотрудничал с другими писателями Cirkut, Jacob Kasher и Bonnie McKee, чтобы переписать некоторые тексты песен в более дружественный к ребенку характер.Производством занимался Dr. Luke, Cirkut и Ammo. Спирс решила записать эту песню, чтобы внести свой вклад в саундтрек The Smurfs 2 потому что, по ее собственным словам, она "всегда любила Смурфиков в детстве, и теперь мои мальчики-самые большие поклонники Смурфиков. Я хотел удивить их песней из фильма. Я знаю, что они подумают, что это Smurftastic!".

## О песне
"О-ля-ля" - это синти-поп песня.Написанное для E! Online
```
Alexis Loinaz описала песню как "винтаж Бритни", "как простонародное поп-тарт твист". Мелинда Ньюман из HitFix описала это как "сладкая, легкая, маленькая песня о любви", который про "любовь".Начинается все с "Clear Pop". Песня смешивается с электроникой. Затем песня переходит, с помощью Бритни в "speak-singing", поверх электрошокового удара. За этим следует секция с акустической гитарой, которая, по словам Ньюмана, является "пушистой, ретро-поп-музыкой", похожей на Мадонну в начале 1980-х годов. "Ooh La La" содержит "неотразимый брейкдаун", который "полон скремблированного вокала" и "плотных битов", которые длятся 30 секунд."Причудливый вокал" Бритни содержит "запоминающиеся частушки". Певица Кэти Перри рассказала во время премьеры фильма, что она вместе с соавтором Бонни Макки исполнила несколько бэк-вокалов в этой песне. Песня была написана в тональности фа# мажор. У него есть BPM 128 ударов промежности в минуту. Он следует за последовательностью аккордов B-C#-F#-D#m в припеве.
```

## Видеоклип
Музыкальное видео было снято в июне и снято режиссером Марком Класфельдом. В ролике представлены выступления детей Бритни Спирс, Шона Престона(Спирс) и Джейдена Джеймса(Спирс) , а также краткое появление племянницы Бритни, Мэдди Олдридж. Премьера клипа состоялась на канале BritneySpearsVevo channel в 12 вечера по восточному времени 11 июля 2013 года.MSN Music описала вступительную сцену из клипа как дань уважения клипу на песню Джанет Джексон1986 года "Nasty", заявив, что "клип разыгрывается как более дружественная к ребенку версия" "Nasty", клипа Джанет Джексон, с Бритни Спирс и ее детьми, смотрящими фильм, когда мама внезапно переносится в действие на экране."
В клипе есть Бритни Спирс, и ее сыновья смотрят "Смурфики 2" в театре, и как Гаргамель заколдовала Бритни Спирс и она оказывается в деревне Смурфиков, поющей и танцующей вместе Смурфиками.

## Критика
О-ля-ля" получила в целом положительный отклик от критиков. Дэн Рейли из Rolling Stone подчеркнул броскость этой песни, написав: "теперь, когда вы ее услышали, постарайтесь выбросить ее из головы".Редактор журнала Billboard magazine описал трек как "сладкое пятно сладкого синти-попа", добавив, что песня "подчеркнута убедительным пробоем, полным скремблированного вокала и плотных битов". заявил, что "дружественный к детям трек Бритни Спирс энергичен до гиперактивности, переходя от рэп-секции к хору, управляемому акустической гитарой, к шумному электронному срыву. Smurftastic?".Дженна Халли Рубинштейн от MTV NEWS был в восторге от песни, охарактеризовав его как "яркий, солнечный поп-джем, который идеально удовлетворяет "Смурфики 2". рецензент взять 40 Австралии пишет, что "мотив-это чисто Бритни. И мы должны абсолютно любить её."
В 2014 году "Ooh La La" был номинирован на две премии Радио Disney Music Awards за "Лучшую песню, которая заставляет вас улыбаться" и любимую песню из фильма или телешоу. Церемония награждения состоялась 26 апреля 2014 года, и песня получила награду за "Лучшую песню, которая заставляет вас улыбаться"

## Список композиций
| №  | Название                     | Автор(ы) | Длительность |
| -- | ---------------------------- | --- | ------------ |
| 1. | «Ooh La La» (Britney Spears) | Lukasz Gottwald, Bonnie McKee, Fransisca Hall, Henry Walter, Jacob Kasher Hindlin, Joshua Coleman, Lola Blanc | 4:17         |
| 2. | «Vacation» (G.R.L)           | Max Martin, Gottwald, McKee, Walter                                                                           | 3:36         |

## История релиза
| Страна | Дата         | Формат                        | Лейбл                         |
| ------ | ------------ | ----------------------------- | ----------------------------- |
| Канада | 17 июня 2013 | Digital download              | Kemosabe Records, RCA Records |
| США    | 25 июня 2013 | CD single (Walmart exclusive) | Kemosabe Records, RCA Records |
| США    | 25 июня 2013 | Mainstream radio              | Kemosabe Records, RCA Records |